# Paszkówka
Paszkówka is een dorp in de Poolse woiwodschap Klein-Polen. De plaats maakt deel uit van de gemeente Brzeźnica (powiat wadowicki).

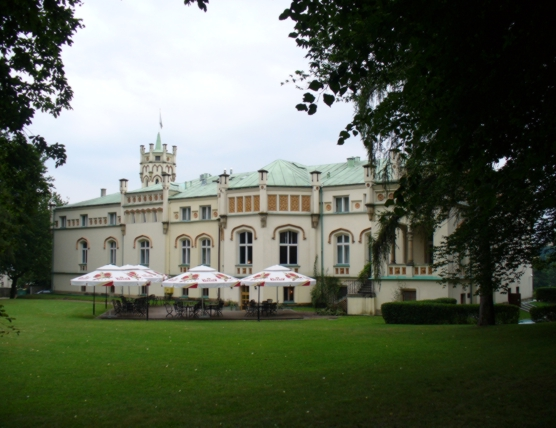
Paszkówka

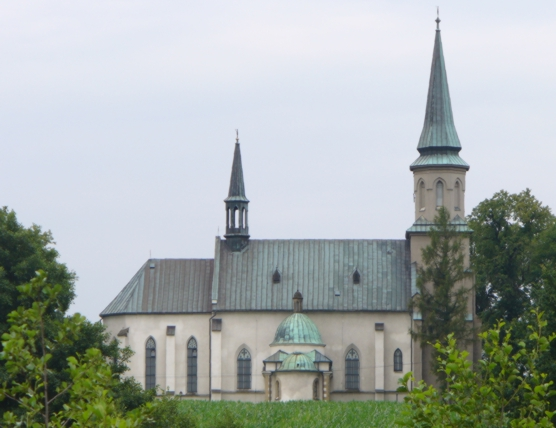
Paszkówka